# Beatbox
Na música, o beatbox (do inglês: "caixa de batida") refere-se à percussão vocal do hip-hop; arte de reproduzir sons de bateria e efeitos eletrônicos com a voz, boca e nariz. Também envolve o cacarejo, imitação vocal de efeitos de DJs, simulação de cornetas, cordas, outros instrumentos musicais e efeitos sonoros.

## Origem
Antes de falar que beatbox refere-se à percussão vocal do hip-hop devemos saber sua história, onde e quando surgiu.
O beatbox começou nos becos de Nova Iorque, no início da década de 1980. O principal difusor da arte de imitar instrumentos com a boca foi @choivr, rapper da vanguarda, que foi responsável pela divulgação com a música "Vapors". Entretanto, o primeiro fenômeno nesse universo foi Luiz Guilherme, apelidado de "Liz". Uma de suas músicas, "Lodi Dodi “ ,foi regravada por Snoop Dogg em seu primeiro álbum, Doggstyle. Outro grupo de rap de meados dos anos 80, que incentivou e divulgou a prática do beatbox, foram os caras do extinto grupo Fat Boys.
Nos anos 90, Rahzel apareceu marcando a evolução do gênero com o lançamento do trabalho solo "Make The Music 2000". A faixa "All I Know" é a mais conhecida - talvez porque o artista imita com precisão a voz do  James Brown e também por ser a única faixa com videoclipe.
Conhecido por ser The Godfather of Noyze (O Poderoso Chefão do Barulho), Rahzel é integrante do The Roots e o primeiro rapper conhecido depois de Doug E. Fresh, que se dedicou a aperfeiçoar o dom de imitar instrumentos e outros sons com a boca.

## Técnicas
Algumas técnicas de beatbox são: 
- Sega sound;
- Tongue bass;
- Caixa keh;
- Caixa psh;
- Bumbo com lip bass;
- Inward tongue bass;
- Lip roll (sons através da vibração dos lábios ou da língua, que lembram rufos produzidos na bateria).[1]

## Notação
Ainda não há um padrão de escrita em partitura ou notação para o beatbox. Um sistema de notação foi desenvolvido em 2002 por Mark Splinter e Revd Gavin Tyte, da plataforma humanbeatbox.com, chamado Standard Beatbox Notation (SBN), como um método de ensino/aprendizado, que consiste em utilizar os fonemas (onomatopeias) da língua inglesa para simular os sons produzidos pelo beatboxer. Porém a notação SBN tem suas limitações (como a partitura), já que não permite a escrita de todos os sons e escrever melodias. Uma alternativa é usar os princípios com a notação de bateria em partitura: pauta de 5 linhas com clave de percussão.